# Pisione vestigialis
Pisione vestigialis är en ringmaskart som beskrevs av Yamanishi 1998. Pisione vestigialis ingår i släktet Pisione och familjen Pisionidae. Inga underarter finns listade i Catalogue of Life.